# Denier (Pas de Calais)
Denier és un municipi francès situat al departament del Pas de Calais i a la regió dels Alts de França. L'any 2007 tenia 44 habitants.

## Demografia

### Població
El 2007 la població de fet de Denier era de 44 persones. Hi havia 24 famílies de les quals 8 eren unipersonals (4 homes vivint sols i 4 dones vivint soles), 4 parelles sense fills, 4 parelles amb fills i 8 famílies monoparentals amb fills.
La població ha evolucionat segons el següent gràfic:
Habitants censats

### Habitatges
El 2007 hi havia 26 habitatges, 21 eren l'habitatge principal de la família, 2 eren segones residències i 3 estaven desocupats. Tots els 26 habitatges eren cases. Dels 21 habitatges principals, 19 estaven ocupats pels seus propietaris i 2 estaven llogats i ocupats pels llogaters; 6 tenien tres cambres, 8 en tenien quatre i 8 en tenien cinc o més. 21 habitatges disposaven pel capbaix d'una plaça de pàrquing. A 8 habitatges hi havia un automòbil i a 9 n'hi havia dos o més.

### Piràmide de població
La piràmide de població per edats i sexe el 2009 era:
| Homes | Edats   | Dones |
| ----- | ------- | ----- |
| 0     | 95 o +  | 0     |
| 0     | 90 a 94 | 0     |
| 4     | 85 a 89 | 0     |
| 0     | 80 a 84 | 0     |
| 4     | 75 a 79 | 0     |
| 0     | 70 a 74 | 4     |
| 0     | 65 a 69 | 0     |
| 4     | 60 a 64 | 4     |
| 4     | 55 a 59 | 0     |
| 0     | 50 a 54 | 0     |
| 12    | 45 a 49 | 12    |
| 0     | 40 a 44 | 0     |
| 0     | 35 a 39 | 0     |
| 0     | 30 a 34 | 0     |
| 0     | 25 a 29 | 0     |
| 8     | 20 a 24 | 0     |
| 0     | 15 a 19 | 0     |
| 0     | 10 a 14 | 0     |
| 0     | 5 a 9   | 0     |
| 0     | 0 a 4   | 0     |

## Economia
El 2007 la població en edat de treballar era de 25 persones, 21 eren actives i 4 eren inactives. De les 21 persones actives 19 estaven ocupades (11 homes i 8 dones) i 2 estaven aturades (1 home i 1 dona). De les 4 persones inactives 3 estaven jubilades i 1 estava classificada com a «altres inactius».

## Poblacions més properes
El següent diagrama mostra les poblacions més properes.